# 光の小次郎
『光の小次郎』（ひかりのこじろう）は、水島新司の野球漫画。『週刊少年マガジン』（講談社）にて1981年から1984年まで連載された。
単行本は講談社コミックスで全19巻。のち講談社漫画文庫で全13巻。

## 概要
プロ野球機構そのものを全てオリジナルで作っていることが特徴である。12球団も全チームオリジナルで、チーム名はメジャーリーグベースボールの実在チームから取られている。
江川事件をモチーフに、高校生だった主人公が、プロ入り後も自分の信念を貫く姿を描いている。物語は、好きな球団へ入りたいことから、ドラフト制度に立ち向かうところから始まる。
2012年、『ドカベン ドリームトーナメント編』にて、新田小次郎、山本武蔵、日照続、緒方勤が再登場しているが、本作の世界は作中で完結し、他の作品とは共有していないため、4人の登場はファンサービス的なものである。

## 物語
160キロの速球を投げる投手・新田小次郎（にった こじろう）。全国高等学校野球選手権大会では準優勝。ドラフト会議では全12球団から1位指名を受ける。
交渉権を獲得したのは武蔵オリオールズ。希望球団ではなかったので、最初は入団拒否し、浪人生活を送る。しかし、翌シーズンにコミッショナー交代によりドラフト制度が廃止されたことを受けて、自らの意思でオリオールズを選択、入団する。シーズン1年目の前期に2度の完全試合を含む16勝をマーク。
同年のオールスターゲームでたまたま、本人も意図しない「光の直球」を投げたことが契機で、何とかして「光の直球」もう一度投げようと試行錯誤するが、その影響で後期は大スランプに陥り、一時二軍に落とされてしまった。結局シーズン終盤にようやく「光の直球」をマスターするが、今度はその球を受けられる捕手がいない（球が光ることでハレーションを起こしてしまい捕球できない）という問題に直面してしまう。

## 登場する架空球団
実在する球団をモデルとしている部分もあるが、全てオリジナルの架空球団である。親会社も細かく設定され、実際のプロ野球界よりおよそ20年余り早く、ほぼ全国に渡って球団が配置されているのも特色である。
球団名に親会社名ではなくフランチャイズの地名が比較的多く採用されているのも特徴。また実際の日本プロ野球界では球団経営に直接関わっていない業種の企業（ビール会社、観光業、海運業、造船業、化粧品会社、製薬会社、紡績会社）が親会社になっている。12球団全てにペットマークを設定している。

### ワイルド・リーグ
パシフィック・リーグを元に設定されている。当時の同リーグに倣い、前・後期制が採られていた。また指名打者制度もある。
- 武蔵オリオールズ（親会社・武蔵乳業　本拠地・小金井スタジアム）
- 札幌ブルワーズ（親会社・北斗ビール　本拠地・札幌ドーム）
- 新宿メッツ（親会社・新宿建設　本拠地・新宿スタジアム）
- 大阪ドジャース（親会社・浪花新聞社　本拠地・ドジャース球場）
- 高知ロイヤルズ（親会社・帝国観光　本拠地・ロイヤルスタジアム）
- 博多パイレーツ（親会社・平和海運　本拠地・博多球場）

延長戦の規定は引き分けが無く、決着が付くまで行うこととされていた。原作内でも2度、延長17回の試合が描かれている。オリオールズが前期優勝を遂げた新潟白山球場での対ブルワーズ戦ではスコアレス（0-0）の状態で延長17回裏に入るところ（先頭打者新田小次郎）で夕立ちが降り、この球場には照明設備が無いため日没により試合続行不可能となり、サスペンデッド・ゲームとなった。（現在の日本プロ野球の規定ではサスペンデッド・ゲームの規則は適用されず、コールドゲームで引き分けとなる）翌日試合再開後、新田が初球をセンターバックスクリーンにホームランを放ち、サヨナラ勝ちで前期優勝を決めた。

### エキサイト・リーグ
セントラル・リーグを元に設定されている。
- 東京エンゼルス（親会社・エンゼル化粧品　本拠地・東京スタジアム）
- 名古屋カージナルス（親会社・尾張製薬　本拠地・カージナルスタジアム）
- 神戸ホワイトソックス（親会社・三宮紡績　本拠地・神戸スタジアム）
- 広島レッズ（親会社・広島新聞社）
- 千里エキスポズ（親会社・千里電鉄）
- 横浜マリナーズ（親会社・ヨコハマ造船）

延長戦の規定は試合時間が3時間を経過したら延長戦の場合は新しいイニングスには入らない（仮に同点で9回を終了し、その段階で試合時間がすでに3時間を超えている場合はその時点で引き分け）こととされていた。作中で、エンゼルスが、緩慢プレイで引き分け（以上）を狙う描写があり、当時の日本プロ野球界の引き分け規定に関しての、水島の批判的な気持ちが表現されている。

## 登場人物

### 武蔵オリオールズ
「ワイルド・リーグのお荷物球団」と評されている。本拠地も東京都小金井市にあるなど、『野球狂の詩』の東京メッツに似たイメージの球団。
新田小次郎（にった こじろう）
本作の主人公。投手。左投左打。新潟県の日本海高校出身。3年春の甲子園大会で100イニングス無失点優勝。夏も決勝まで無失点で準優勝の成績を引っさげ、博多パイレーツを志望球団として「逆指名」。1981年ドラフト会議で全球団のドラフト一位指名を受け、武蔵オリオールズが交渉権を得るが、ドラフト制度に反発し、１年浪人。志望チームであった博多パイレーツから「三角トレードでの入団」の打診もあったが、その提案も拒否している。
1983年、コミッショナー交代によるドラフト制度廃止に伴い、武蔵オリオールズへ入団。背番号は「1」。新人で開幕投手となり、前期シーズンは16連勝無敗、完全試合2回、一試合19奪三振の記録を達成するも、後期シーズンは160kmの「光の直球」に拘った結果、一転して大不振に陥る。
基本的に、抜群の伸びのストレートと切れの良いカーブだけで勝負する速球派投手だが、実際には器用な選手で、フォーク、チェンジアップ、スライダー、シュート、ナックルを投じることもできる。また。打者としても傑出した能力を有し、指名打者を使わずにバッターボックスに立ち、プロ初打席初本塁打を記録するなど、優れた実績を残している。
キャラクターの描写は、『男どアホウ甲子園』の藤村甲子園のスペックに江川卓のクレバーなイメージを加味している。特に序盤のストーリーは江川事件に対する作者の怒りが下地となっていた。
『ドカベン ドリームトーナメント編』での設定は「肩の故障が長引き、ついには治らず、クビになったのは6年も前」と里中に解説され、2006年に自由契約となっている。2009年以降は女池少年野球クラブの監督をしており、肩は回復していたが、この時点での最高球速は140キロに留まっていた。しかし、新潟ドルフィンズの岩田鉄五郎監督と五利一平ヘッドコーチの説得により、ワンポイント専用のストッパーとして現役復帰する。
伊達正次（だて しょうじ）
投手。右投右打。背番号「17」。1982年シーズンは15勝を挙げ、チーム唯一の２桁勝利投手となるなど、オリオールズのエースとして君臨していたが、1983年シーズンは小次郎との確執により、シーズン途中で大阪ドジャースのエース・通天閣と交換トレードされる。 最高球速152kmのストレートにカーブ、シュート、シンカー、フォークを操る本格派投手。
玄畜（げんば）
三塁手。右投右打。背番号「44」。1982年シーズンは35本塁打を記録した、オリオールズ不動の4番打者。作中では「10年オリオールズ一筋の主力」と評されている。
猿谷（さるたに）
捕手。右投右打。背番号「10」。作中では玄蕃と同じく「プロ10年目のベテラン」と評されているレギュラー捕手。打率は低いが長打力があるらしく、打順は5番を打つことが多い。
堀田一也（ほった かずや）
遊撃手。右投左打。背番号「2」。俊足の1番打者。性格は陽気でチームのムードメーカーでもあるが、並外れて気が短いのが短所。チーム内では玄蕃の舎弟分という立ち位置。
日照続（ひでり つづき）
指名打者・外野手。右投右打。背番号「4」。1974年にプロ入りした当時は投手だったが、1976年に肩の大怪我で野手転向。1978年にオリオールズへ移籍し、2番・指名打者のレギュラーとなる。
プロ10年目の打撃職人で、打撃技術は一流だが、ボールに力負けするため長打力はない。しかし、風に逆らわない右打ちの技術で堀田の盗塁を援護するなど、数々のテクニックを持つ。イメージ的には大熊忠義と得津高宏が混ざっている。
当初は指名打者を「打つだけ」と評した小次郎に反発していたが、小次郎の打者としての実力を認めて引き下がった。
『ストッパー』では引退し、大阪ガメッツの2軍監督を務めている。「再生屋」の異名を持ち、不振に陥っていた軟投派クローザーの三原心平を中堅手へコンバートしている。ただし、キャラクターのみの流用であり、本作と『ストッパー』の世界観は共通していない。
『ドカベン ドリームトーナメント編』では、小次郎と同じく新潟ドルフィンズに選手として在籍。岩田鉄五郎の代走として登場した。
馬場（ばば）
投手。右投。背番号「21」。  度の強い眼鏡をかけた大柄な男。制球が悪く度胸もないため、なかなか一軍に定着できなかったが、酒に酔って登板したら制球力が上がり、思わぬ好投を見せる。以後は小次郎と通天閣に次ぐ主力投手へ成長した。
酒に酔って好投したくだりは、今井雄太郎のエピソードが元になっている。
山本武蔵（やまもと むさし）
捕手。右投右打。新発田六明館高校出身。  1982年、捕球技術に長けていたことから、新発田電機の内定を蹴り、浪人時代の小次郎のパートナーを務める。1983年はノンプロに在籍していたが、後期シーズン、小次郎の強い要望で「光の直球」専門キャッチャーとしてオリオールズに入団。小次郎専用捕手となる。背番号は「０」。
『ドカベン ドリームトーナメント編』では引退し、少年野球のコーチとなっていた。

### 札幌ブルワーズ
「実力1位」「オーナーが意欲的」と評されている。
島津志津雄（しまず しずお）
投手。右投。背番号「18」。  ブルワーズのエースで、「ワイルドリーグのエース」とも評される。1980年シーズンは18勝で最多勝、1981年シーズンは最多勝（16勝）と勝率1位（.727）のタイトルに輝く。
1982年は2年連続開幕投手を務めた。眼鏡着用のクールな風貌。高橋直樹のイメージが入っている。
網走（あばしり）
三塁手。右投右打。背番号「4」。
選手生活15年目。19歳のルーキー時から4番を打つ天才打者だが、三冠王のチャンスを不運の怪我で4度も逃す「無冠の帝王」。土井正博のイメージが入っている。
大下五男（おおした いつお）
遊撃手。右投右打。背番号「1」。  安打製造機のリードオフマン。1981年シーズンは首位打者で打率3割4分超えだった。
巌岩鉄（いわお がんてつ）
右投右打。背番号「3」。  小次郎対策で1番・指名打者で起用され、「空手野球」で小次郎を苦しめた「覆面打者」だが、1試合で退団した。

### 新宿メッツ
立地条件は武蔵オリオールズより良いはずだが、東京エンゼルスをヤンキースの立場にしているためか、「赤字続き」と評されている。
軍司巌（ぐんじ いわお）
一塁手・指名打者。右投右打。背番号「44」。  1年ごとに両足のアキレス腱を切断。3年間にわたる孤独の戦いを経て、4番・指名打者で復帰。  1981年シーズンは東京エンゼルスの板東を超える58本塁打の新記録で本塁打王となり、120得点で得点王。リーグMVPにも輝き、「日本一の巨砲」と讃えられている。門田博光のイメージが混じっている。「読唇術」を会得しているが、「しゃべれない妹と会話するために覚えた」と説明され、障害者の実態とは合わない設定になっている（「読唇術」は本来は障害の当事者が利用するものであり、また、本作の描写でのような遠距離では読みとれない）。
国友力（くにとも ちから）
三塁手・遊撃手。右投右打。東大一高出身。3年夏の甲子園大会では4番・三塁手。決勝まで4割3本塁打を記録し、優勝したことから、「リッキー」の愛称で人気者となる。  1981年ドラフト会議では東京エンゼルスへの入団を希望していたが、小次郎のハズレ1位で新宿メッツに指名される。背番号は「3」。  1982年のルーキーシーズンは2番・遊撃手に定着。新人王に輝く。広角打法のセンスに加え、気迫と執念を持つ、攻守に長けた万能選手。世間からは同年齢の小次郎とライバル関係に見られている。
火鳥竜（ひとり りゅう）
投手。右投。背番号「0」。精密なコントロールを武器に、15年間プロで高給を取ってきた抑え専門投手。数々の大病から立ち直ってきたことから、「奇跡の男」「ゼロファイター」「ザ・プロ」と呼ばれている。
三の酉（さんのとり）
投手。右投。サイドスローの先発投手で、開幕投手を務める。髭面で「アアアーアア」と叫びながら投球し、「ターザン」と自称する。
広見（ひろみ）
監督。眼鏡着用で知性的。1983年のシーズンスタート時に「戦いと管理の毎日が」と語っており、管理野球の広岡達郎のイメージが入っている。

### 大阪ドジャース
「地味だが地力あり」と評されている。近鉄バファローズと南海ホークスのイメージが混じっている。
通天閣（つうてんかく）
投手。右投。背番号「1」。195cmの長身を活かした思い切りの良いピッチングでエースを務めていたが、1983年シーズン途中、伊達正次との交換トレードで武蔵オリオールズへ移籍し、小次郎に次ぐ二番手投手となる。背番号は「17」となる。『ドカベン』の坂田三吉に似たキャラクター。
青島玄太（あおしまげんた）
外野手。右打ち。早稲田大学出身で、六大学野球で「怪童」とよぼれたスター選手だった。ドラフト１位でドジャーズに入団したが、５年間、ほとんど二軍暮らしで活躍できず、「高い契約金が泣く」と評されている。

### 高知ロイヤルズ
「ファンが熱狂的」「ワイルドリーグＮО．１の強打のチーム」と評されている。作中の武蔵オリオールズとの対戦では、選手のプレイの描写が少なかったため、影が薄い。
先陣走（せんじん かける）
中堅手。左投左打。背番号「1」。ロイヤルズの核弾頭。1981年シーズンは70盗塁で盗塁王、1982年シーズンも2年連続盗塁王に輝いている。髪型はアフロヘアー風のパーマ。
軍鶏（しゃも）
ロイヤルズの応援団長。試合中、オリオールズのベンチの上で強烈なヤジを飛ばして、小次郎と喧嘩になり、あわや警察ざたになる。

### 博多パイレーツ
監督の玄海を筆頭に、一癖二癖ある選手が多い。「海賊軍団」とよばれている。
福岡時代末期に「山賊野球」を謳っていた太平洋クラブライオンズと金田正一監督時代のロッテオリオンズのイメージが混じっている。
玄海（げんかい）
オーナー兼監督。背番号「100」。眼帯と髭の不気味ながらも愛嬌のある風貌と、ロッテオリオンズ監督時代の金田正一を思わせるトリックスター的な言動で、中盤のストーリーを引っ張るキャラクター。海底の金塊探しの事業も行っている。
海峡又市（かいきょう またいち）
投手。右投。背番号「18」。パイレーツのエース。シュートを武器とする技巧派投手だが、義理人情に厚い。1981年シーズンの防御率は1.98で、最優秀防御率のタイトルに輝いた。小次郎を三角トレードで獲得する案がでた際の、トレード要員とされていた。
清見（きよみ）
投手。右投。背番号「19」。サイドスローの先発2番手。ダーティな投球術を駆使する技巧派で、エースの海峡よりも癖の強いチームカラーを体現している。時にビーンボールも駆使していた仁科時成のイメージが入っている。
中州力造（なかす りきぞう）
右翼手。右投右打。背番号「4」。「パイレーツに世話になって10年」と語られる4番打者。力は軍司以上だが、確実性は劣る。太平洋クラブライオンズ時代の竹之内雅史のイメージが入っている。
獅子王（ししおう）
投手。右投左打。背番号「30」。巨体から速球を繰り出すが、1983年シーズン途中で野手転向し、3番・指名打者に座る。
『ドカベン スーパースターズ編』の蔵獅子丸と似たキャラクターだが、西武ライオンズ入団当初の獅子丸は外野手登録の一塁手で、その後、投手へ転向しているため、経歴は正反対である。
泉岳又八（せんがく またはち）
指名打者。右投右打。背番号「99」。玄海が対小次郎の秘密兵器として、1番・指名打者で起用した木こり出身の選手。低めへ正確に振り下ろす「シベリアおろし」打法で強烈なライナーを放ち、小次郎の右手中指を亀裂骨折させる。

### 東京エンゼルス
エキサイテッド・リーグの覇者にして、日本一の人気球団。読売ジャイアンツがモデル。
阪東勇（ばんどう いさむ）
三塁手。右投右打。背番号「3」。六年連続本塁打王を記録している、エンゼルス不動の4番打者。1981年シーズンも48本塁打でMVP。ただし、シーズン記録の55本は軍司に塗り替えられている。作中世界の打者の最高峰に位置づけられているキャラクターのため、長嶋茂雄、王貞治のイメージが入り混じっている。
神津史（こうづ ふひと）
一塁手。左投左打。背番号「1」。二年連続首位打者に輝いた3番打者。1981年シーズンは打率.358、35本塁打を記録している。一本足打法とダウンスイングから王貞治のイメージが強いが、アベレージヒッターの性格が強調されているため、巨人時代の張本勲のイメージも混じっている。

### その他
緒方勤（おがた つとむ）
草野球チーム、レッド・ウイングスのエース兼１番バッター。浪人時代の小次郎と10試合を戦う。